# Vadim Guigolaev
Vadim Guigolaev est un lutteur libre russe naturalisé français né le 15 juin 1979 à Beslan.

## Biographie
Vadim Guigolaev est champion du monde cadets en 1995 et champion d'Europe juniors en 1996 sous les couleurs de la Russie.
Vadim Guigolaev part ensuite en France évoluer dans le club à Bagnolet après être arrivé de Vladikavkaz en 2000 pour les championnats de France par équipes. Il devient partenaire d'entraînement avant d'être naturalisé français en 2004.
Il est sacré champion de France en 2004 et 2005 et remporte en catégorie des moins de 66 kg la médaille d'or aux Jeux méditerranéens de 2005 et la médaille de bronze aux Championnats d'Europe de lutte 2006.
Il se blesse aux cervicales en 2007. Fin 2009, il est suspendu pour trois manquements au contrôle antidopage ; il est suspendu 1 an.
Il devient par la suite entraîneur à Bagnolet.

## Palmarès

### Championnats d'Europe
- Médaille de bronze en lutte libre dans la catégorie des moins de 66 kg en 2006 à Moscou

### Jeux méditerranéens
- Médaille d'or en lutte libre dans la catégorie des moins de 66 kg en 2005 à Almería

### Championnats de France
- Champion de France en 2004 et 2005